# Приємний на вигляд
«Приємний на вигляд (Приваблива)» (англ. Eye Candy) — американський гостросюжетний драматичний телесеріал, прем'єра якого відбулася 12 січня 2015 року на телеканалі MTV. Серіал був розроблений Крістіаном Тейлором, заснований на однойменній новелі Р. Л. Стайна. Актриса Вікторія Джастіс виконала головну роль в серіалі — технологічного генія Лінді Семпсон, яка виходить на полювання за Нью-йоркським серійним вбивцею в пошуках своєї втраченої сестри Сари.
11 лютого 2014 року стало відомо, що перший сезон буде складатися з десяти епізодів. 18 квітня 2015 року Джастіс оголосила, що серіал закритий і не буде повертатися на другий сезон.

## Сюжет
У серіалі розповідається про технологічного генія Лінді Семпсон (Вікторія Джастіс) — 21-річній жінці, котра після розмови зі своєю подругою Софією (Кірсі Клемонс) вирішує зареєструватись на сайті онлайн — знайомств. Крім цього, у Нью-Йорку починають відбуватися вбивства молодих жінок, які знайомилися з чоловіками онлайн та йшли з ними на побачення. Згодом Лінді починає підозрювати одного зі своїх інтернет — шанувальників у причетності до злочинів та розуміє, що її життя теж під загрозою. Семпсон об'єднується зі своїми друзями (групою хакерів) та починає полювання на вбивцю, намагаючись також знайти свою викрадену три роки тому сестру Сару (Джордін ДіНатель).

## Акторський склад

### Основний склад
- Вікторія Джастіс — Лінді Семпсон, геніальний хакер, покинула Массачусетський технологічний інститут після викрадення її сестри і переїхала в Нью-Йорк, щоб знайти її.
- Кейзі Дайдрік — детектив Томмі Калліген, офіцер поліції Нью-Йорка, разом з Лінді розшукує інтернет — вбивцю, друг Бена.
- Харві Гіллен — Джордж Райс, колега Лінді, її близький друг та довірена особа.
- Кірсі Клемонс — Софія Престон, сусідка і близька подруга Лінді.
- Джон Гарет Стокер — Коннор Норс, найкращий друг Софії.

### Другорядний склад
- Райан Купер — Джейк Болін, один із любовних інтересів Лінді.[5]
- Мелані Ніколс-Кінг — сержант Кетрін Шоу, керівник відділу кіберзлочинів поліції Нью-Йорка.
- Ерік Шеффер Стівенс — Хеміш Стоун
- Маркус Каллендер — детектив Марко Ігер, напарник детектива Каллігена.
- Рейчел Кенні — детектив Паскаль
- Теодора Вулі — Тесса Дюран
- Нілс Лоутон — Райсс Хеннесі, одна із найдених Лінді жертв кілера і згодом вбита ним.

### Епізодичний склад
- Деніел Ліссінг — Бен Міллер, колега Томмі по відділу кіберзлочинів, закоханий у Лінді, вбитий кілером.
- Джордін ДіНатель — Сара Семпсон, викрадена сестра Лінді. З невідомих причин приховувала своє викрадення.
- Девід Карранза — Пітер, один із найдених Лінді жертв кілера, згодом вбитий ним.
- Пітер Марк Кенделл — Бубонік, високоінтелектуальний хакер.
- Тейлор Роуз — Емі Брайант
- Даніель Флагерті — Макс Дженнер
- Еріка Свіні — Джулія Беккер
- Тед Сазерленд — Джеремі
- Ерін Вілхеймі — Еріка Уільямс
- Джессіка Сула — Морган
- Ебоні Ноел — Мері Робертсон, племінниця Кетрін

## Серії
| № | Назва серії | Режисер          | Сценарист                      | Дата показу в США    | Рейтинг в США (млн.) |
| --- | ----------- | ---------------- | ------------------------------ | -------------------- | -------------------- |
| 1 | «K3U»       | Расселл Малкейхі | Крістіан Тейлор і Еммі Грінвіс | 12 січня 2015 року   | 0.59                 |
| Лінді Семпсон, яку нещодавно умовно звільнили, святкує початок нового життя разом зі своїми друзями — інтернет-хакерами. У цей вечір подруга Лінді Софія реєструє її на сайті онлайн-знайомств Flirtual під псевдонімом «Приємна на вигляд». Але згодом Лінді усвідомлює, що один з нових інтернет-шанувальників починає стежити за її життям. Семпсон використовує свої хакерські здібності, щоб визначити аноніма, проте він виявляється розумнішим, ніж вона думала. Крім цього, стає зрозуміло, що цей переслідувач серійний вбивця. Лінді разом зі своїми друзями вирішили об'єднатися в невелику групу, щоб зупинити аноніма від наступних злочинів, а також знайти три роки тому викрадену сестру Лінді — Сару.                          |             |                  |                                |                      |                      |
| 2 | «BRB»       | Расселл Малкейхі | Крістіан Тейлор                | 19 січня 2015 року   | 0.63                 |
| Приголомшена трагічним випадком, Лінді рішуче налаштована знайти вбивцю. Саме тому вона починає ходити на побачення з двома підозрюваними та намагається дізнатися про них всю інформацію. Проте, як тільки Лінді впускає когось у своє життя, то вона разом зі своїми друзями опиняється у небезпеці. |             |                  |                                |                      |                      |
| 3 | «HBTU»      | Скотт Спір       | Мередіn Глінн                  | 26 січня 2015 року   | 0.52                 |
| Після нещодавного викрадення, одержимість Лінді знайти вбивцю зростає. Під час вечірки, яку влаштувала Софія, Джейк починає цікавити Лінді, хоча він є головним підозрюваним у цій справі. |             |                  |                                |                      |                      |
| 4 | «YOLO»      | Скотт Спір       | Дінна Кайзіс                   | 2 лютого 2015 року   | 0.60                 |
| Лінді починає співпрацю з відділом кібер-злочинів і розслідує зникнення п'яти підлітків, використовуючи свої вміння розшифровувати загадки, котрі вбивця приховує у соціальних медіа. |             |                  |                                |                      |                      |
| 5 | «IRL»       | Натан Хоуп       | Роберт Порт                    | 9 лютого 2015 року   | 0.62                 |
| Офіцери відділу кібер-злочинів разом з Лінді повинні знайти вбивцю до того часу, як невинні люди в клубі Софії загинуть від його рук. |             |                  |                                |                      |                      |
| 6 | «ICU»       | Натан Хоуп       | Еммі Грінвіс                   | 16 лютого 2015 року  | 0.71                 |
| Лінді допомагає Томмі зупинити хакера, котрий отримав доступ до системи керування лікарнею і робить у ній безлад. Проте, для того, щоб справа виявилась успішною, Лінді стає пацієнткою. |             |                  |                                |                      |                      |
| 7 | «SOS»       | Девід Платт      | Адам Леш і Корі Учинда         | 23 лютого 2015 року  | 0.60                 |
| Пара молодих людей зазнала нападу в квартирі, яку вони орендували онлайн. Джейк просить у Лінді допомоги. |             |                  |                                |                      |                      |
| 8 | «AMA»       | Девід Платт      | Мередіт Глінн                  | 2 березня 2015 року  | 0.58                 |
| Лінді повертається до серії спогадів, які включають Бена, Томмі та Кетрін і відкривають приголомшуючі таємниці. |             |                  |                                |                      |                      |
| 9 | «FYEO»      | Марта Мітчелл    | Еммі Грінвіс                   | 9 березня 2015 року  | 0.53                 |
| Поки Джейк з Лінді намагаються з'ясувати, що сталося з її сестрою, Томмі наближується до викриття особи серійного вбивці з сайту знайомств. |             |                  |                                |                      |                      |
| 10 | «A4U»       | Марта Мітчелл    | Крістіан Тейлор                | 16 березня 2015 року | 0.54                 |
| Пошуки сестри приводять Лінді до Харт-Айленду — місцю похованню невпізнаних людей. Згодом Лінді розуміє, що її хлопець Джейк Болін і є вбивцею з сайту онлайн-знайомств, а вона його заручниця. Томмі Калліган також з'являється на острові і намагається врятувати Лінді. Проте, Джейк змушує Томмі кинути зброю і разом з Лінді покидає острів. Пізніше в серії Джейк з Семпсон знаходяться на автобусній станції, готуючись поїхати до рідного міста Лінді, як тільки вона починає виставляти напоказ Джейка як вбивцю з Flirtual. Болін намагається втекти і погрожує оточуючим пістолетом, але з'являється Томмі і група поліцейських. Калліган вдаряє вбивцю і надягає на нього наручники. У цей час Лінді сідає в автобус і їде з міста. |             |                  |                                |                      |                      |

## Виробництво
13 вересня 2014 року MTV був замовлений пілотний епізод серіалу. Перший, неперевірений епізод був знятий з такими акторами, як: Вікторія Джастіс, Харві Гіллен, Лілан Боуден і Ніко Торторелла, написаний Еммі Грінвіс і зрежисований Кетрін Хардвік.
11 лютого 2014 року було оголошено, що перший сезон складатиметься з 10 епізодів, а весь акторський склад, окрім Джастіс і Гіллена, буде змінено. 16 вересня 2014 року до акторського складу на весь сезон додалися Кейсі Дайдрік, Кірсі Клемонс та Джон Гарет Стокер.
Зйомки розпочалися 15 вересня 2014 року і закінчилися 20 грудня 2014 року в Брукліні.

## Критика
«Приємний на вигляд» отримав змішані відгуки. Тім Стак із Entertainment Weekly написав: англ. While Justice is a winning actress, she's miscast here and not helped by a story line that feels like one of those old USA TV movies that would have starred Shannen Doherty and Rob Estes. Роберт Ллойд із Los Angeles Times: англ. The prologue is well-handled, suspenseful and alarming, but much of what follows seems at least a little bit silly or confused. Більш позитивно висловився Адам Сміт із Boston Herald: англ. With the suspenseful Eye Candy, we have a pretty good show, especially for teens who get a thrill out of being creeped out.Пілотний епізод тримав 54 бали зі 100 на Metacritic.

## Цікаві факти
Це перша роль Вікторії Джастіс з часів серіалу Вікторія-переможниця і її перша робота не на каналі nickelodeon, а також її дебют в трилері.
Назва кожної серії є акронімом і певним чином пов'язана із сюжетом відповідного епізоду.
- K3U розшифровується як «I Love You (I <3 U)» («Я тебе люблю»)
- BRB розшифровується як «Be Right Back» («Зараз повернусь»)
- HBTU розшифровується як «Happy Birthday To You» («З Днем народження»)
- YOLO розшифровується як «You Only Live Once» («Ти живеш тільки раз»)
- IRL розшифровується як «In Real Life» («У реальному житті»)
- ICU розшифровується як «I See You» («Я тебе бачу»)
- SOS розшифровується як «Save Our Souls (Help!)» («Врятуйте наші душі (допоможіть)»)
- AMA розшифровується як «Ask Me Anything» («Запитуй мене будь-що»)
- FYEO розшифровується як «For Your Eyes Only» («Тільки для твоїх очей»)
- A4U розшифровується як «All For You» («Все для тебе»)